# Gordon Banks
Gordon Banks, OBE (30 tháng 12 năm 1937 – 11 tháng 2 năm 2019) tại Sheffield, South Yorkshire) là một thủ môn bóng đá người Anh. Ông được IFFHS bầu là thủ môn xuất sắc thứ ba của thế kỷ 20 sau Lev Yashin (thứ 1) và Dino Zoff (thứ 2). Ông được coi là một trong những thủ môn xuất sắc nhất mọi thời đại.
Banks là thành viên của đội tuyển Anh vô địch World Cup 1966.
Năm 2004, ông được Pelé bầu vào danh sách FIFA 100.

## Danh hiệu

### Cấp câu lạc bộ
Leicester City
- League Cup : 1964

Stoke City
- League Cup : 1972

### Cấp quốc tế
Đội tuyển Anh
- FIFA World Cup : 1966

### Cá nhân
- Thủ môn xuất sắc nhất năm của FIFA (6) : 1966, 1967, 1968, 1969, 1970, 1971
- Đội hình toàn sao World Cup : 1966
- Huân chương Đế quốc Anh :1970
- Vận động viên nam của năm do tờ Daily Express bình luận : 1971, 1972
- FIFA 100 : 2004